# Tjuder

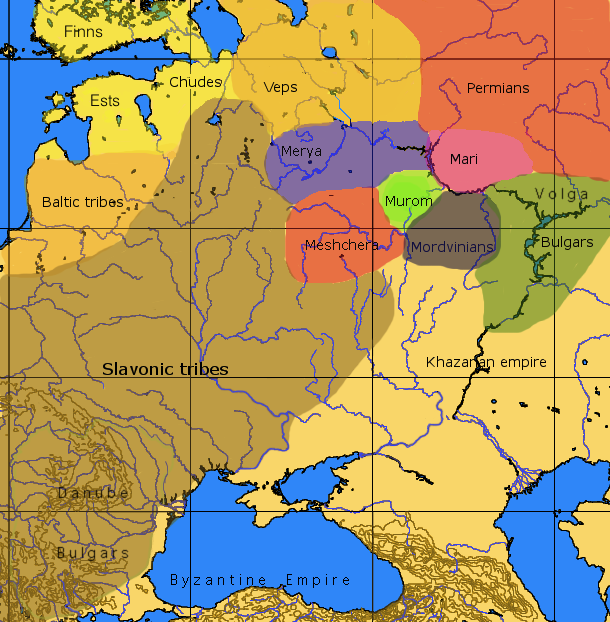
Tjudernas ("Chudes") bosättningsområde i gult

Tjuder  är ett namn som historiskt använts för olika östersjöfinska folk och som också spelar en stor roll i bland annat samiska sägner.
I ryska medeltida källor var čud’ ett av de mest spridda namnen på olika folk i västra, norra och nordöstra Ryssland. Bland annat har det använts för voter, merier och vepser. Tjuderna skall ha bott i området öster om Estland och söder om Ladoga medan de övriga här nämnda folken placerats längre i sydsydost. De flesta forskare menar att tjuder var ett samlingsnamn på olika folk som talade östersjöfinska språk. Förutom i historiska källor finns folkliga traditioner om tjuder hos bland annat samer, nordryssar, komer och vepser. Gemensamt för dessa traditioner är att tjuderna uppfattas som ett annat folk som för mycket länge sedan legat i konflikt med det egna. Hos samerna beskrivs tjuderna som aktiva och aggressiva, även om samerna till slut vinner över dem. Längre österut, bland komerna, är tjuderna däremot alltid den passiva och förlorande parten.
Enligt de samiska sägnerna plundrade tjuderna förråd, brände ned kåtor och slog ihjäl människor. För att försvara sig mot dessa stråtrövare använde samerna list. Enligt Ernst Manker är det vanligaste sägenmotivet att en grupp tjuder tagit en same till fånga och tvingar denne att visa vägen till vistet. Han ser då till att det hela drar ut på tiden så att det hinner bli mörkt. Därefter leder vägvisaren tjuderna fram till ett brant stup, tänder ett bloss och skidar i förväg, varefter han kastar blosset utför stupet så att tjuderna följer efter. Det finns flera röda klippor som enligt traditionen fått sin färg av de krossade tjudernas blod. Samerna berättar samma typ av sägner om karelare och ryssar.  Sägentemat om den tillfångatagne samen användes i filmen Vägvisaren.
Etnologen Phebe Fjellström menade att samernas sägner om stridigheter med tjuder, karelare och ryssar sannolikt hade en reell historisk bakgrund. Som stöd för detta hänvisade hon bland annat till uppgifter i Egilssagan, den äldre Gulatingslagen och andra källor från 1200- och 1300-talen. Målet för rövarbanden ska ha varit de större norska fjordbottnarna, där det fanns stora upplag av skinn och kött avsedda för handel med köpmän från England, Frisland och Bergen. Dit tog sig tjuderna över Kölen via Arjeplogsområdet och Torne lappmark. Fjellström menar att de på vägen troligen rövade skinn och proviant av samerna samt krävde vägvisare, vilket skulle ha givit upphov till de många sägnerna.
Även den ryske forskaren V. V. Pimenov menade att tjudertraditionerna har en historisk bakgrund. De sägner där tjuderna framstår som aktiva och aggressiva skulle då återspegla en tidigare period, då tjuderna var ett starkt och relativt stort folk. Senare fick de konkurrens från slaviska folk och från komerna, vilket ledde till att tjuderna hamnade i underläge och assimilerades. Detta återspeglas enligt Pimenov i komernas traditioner om de utdöende och passiva tjuderna.